# Yanggu
Yanggu este un district aflat în partea de nord-est a Coreei de Sud, din provincia Gangwon.